# میدان‌های نفتی عربستان سعودی
میدان‌های نفتی عربستان سعودی با دارا بودن ۴۲ میلیارد متر مکعب(۲۶۴,۱۷۲,۰۴۳,۹۳۰ بشکه نفت)، دومین دارنده ذخایر نفتی جهان را شامل می‌شود که با سرمایه‌گذاری گسترده توانسته بزرگترین صادرکننده نفت جهان باشد. میدان نفتی غوار بزرگ‌ترین میدان نفتی جهان در خاور عربستان و مناطق شیعه‌نشین آن قرار دارد.

## سعودی آرامکو
شرکت سعودی آرامکو، بزرگترین شرکت نفتی جهان، بهره‌بردار اصلی ذخایر نفت و گاز طبیعی عربستان سعودی است. وزیر نفت عربستان که مسئول اصلی طرح‌های نفتی این کشور است می‌بایست از میان خانواده سلطنتی عربستان (آل سعود) و با تایید این شرکت انتخاب شود.
این شرکت در سال ۲۰۱۸ روزانه ۱۳/۶ میلیون بشکه نفت تولید کرد.

## برتری
یکی از برتری‌های استخراج نفت در عربستان، ساده بودن استحصال آن است. زیرا در عربستان، نفت به سطح زمین نزدیک است. بنابراین استخراج نفت در برخی میدان‌های نفتی عربستان سعودی بسیار ارزان تمام می‌شود. به گونه‌ای که در برخی میدان‌ها قیمت تمام‌شده نفت، کمتر از ۱۰ دلار آمریکا است.

## نگارخانه

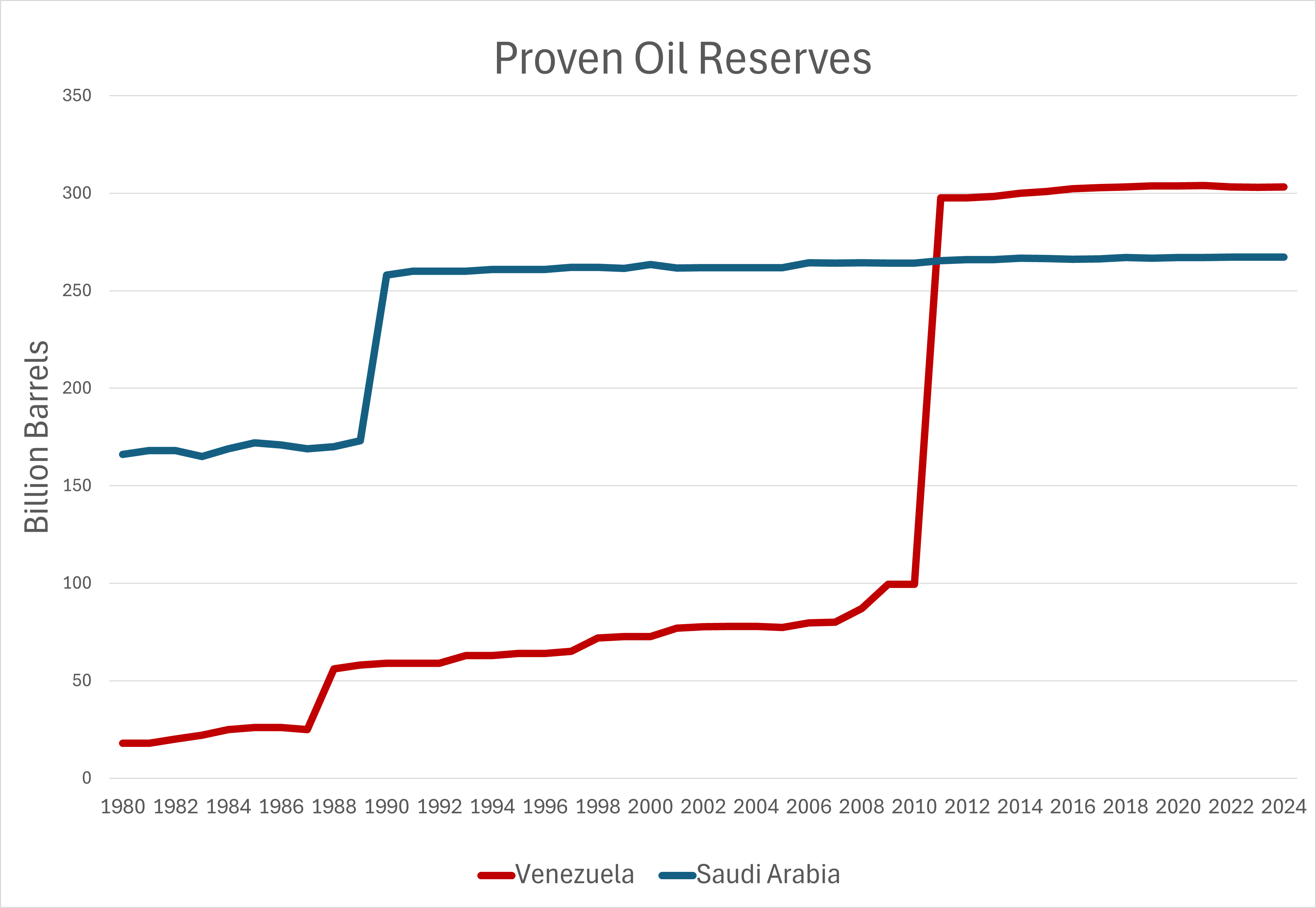
مقایسه ذخایر اثبات‌شده عربستان سعودی با ونزوئلا
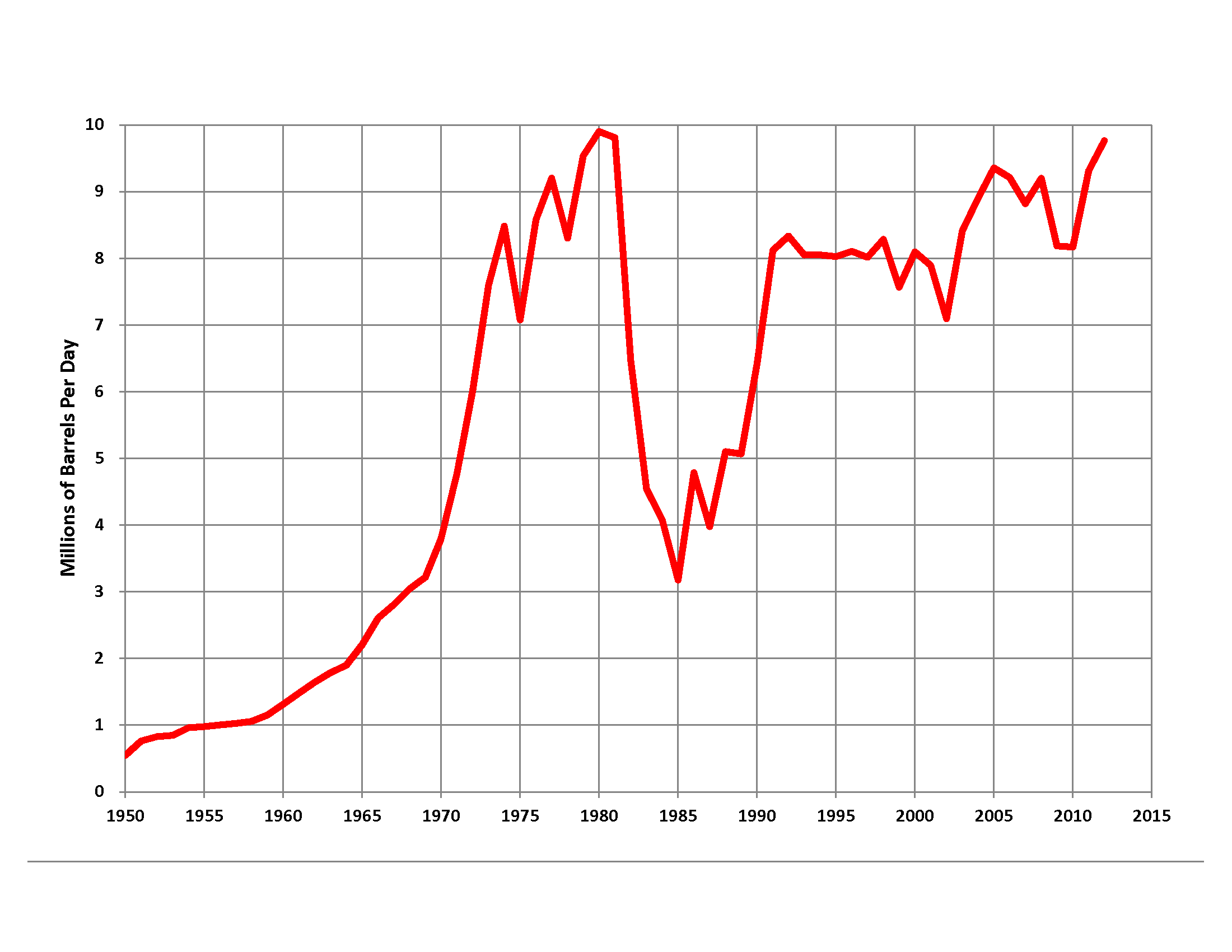
تولید نفت عربستان سعودی از سال ۱۹۵۰ تا ۲۰۱۲
نقشه میدان‌های نفت و گاز در خاور میانه
درآمد نفتی عربستان از ۱۹۶۵ تا ۲۰۲۰
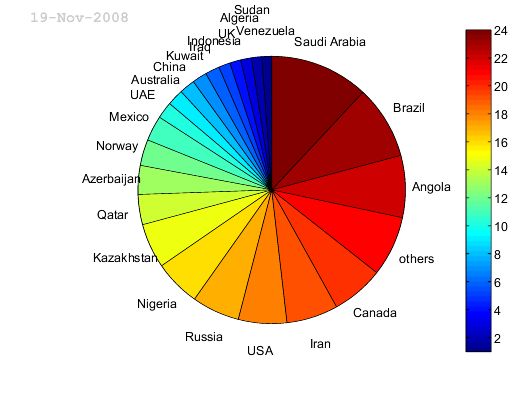
نقشه ذخایر نفتی جهان، بدون بشمار آوردن ونزوئلا
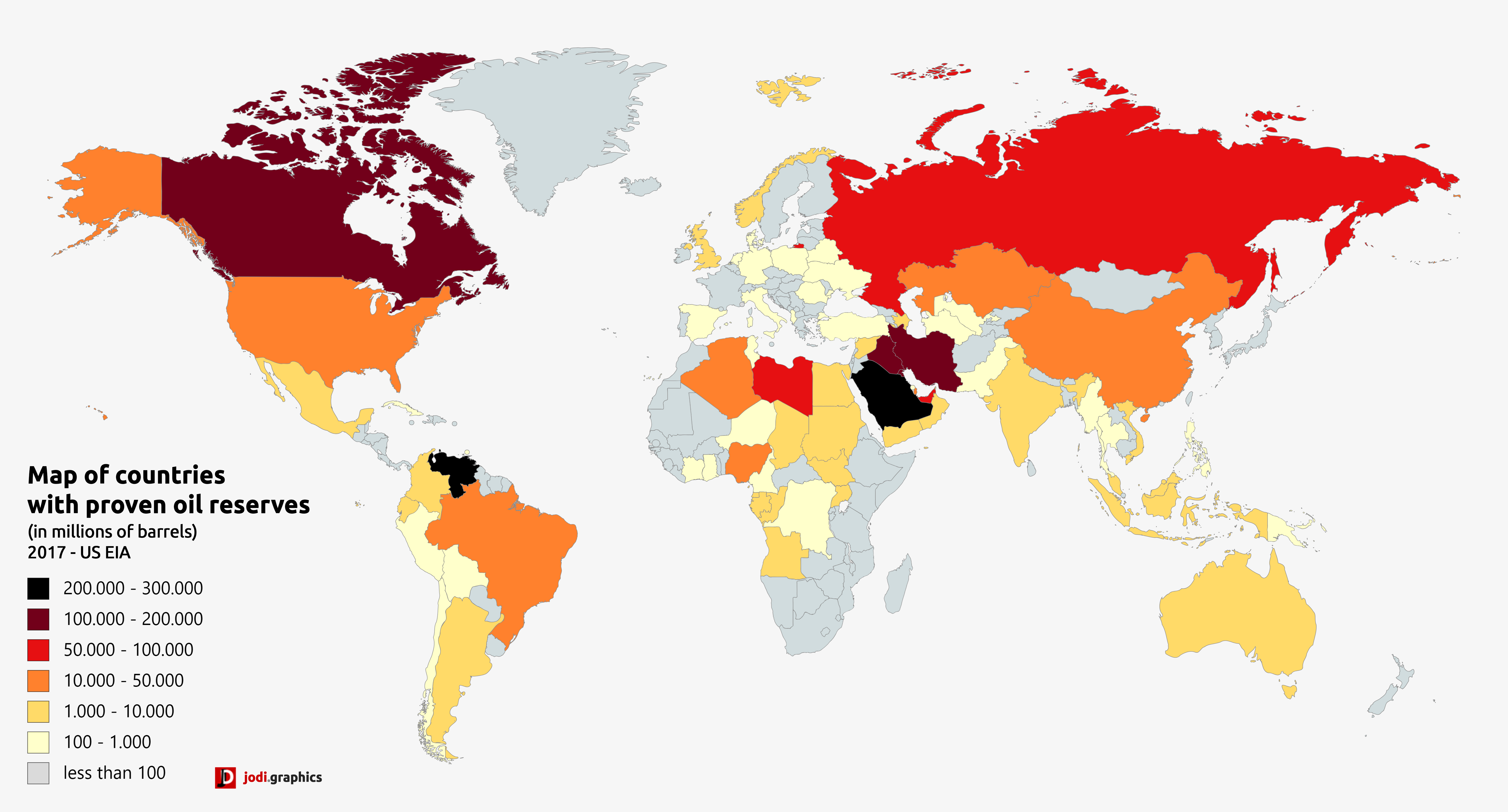
نقشه کشورهای جهان بر پایه ذخایر قطعی در سال ۲۰۱۷